# Andamanendwergooruil
De andamanendwergooruil (Otus balli) is een vogelsoort uit de familie van de strigidae (uilen).

## Verspreiding en leefgebied
Deze soort is endemisch op de Andamanen.

## Externe link

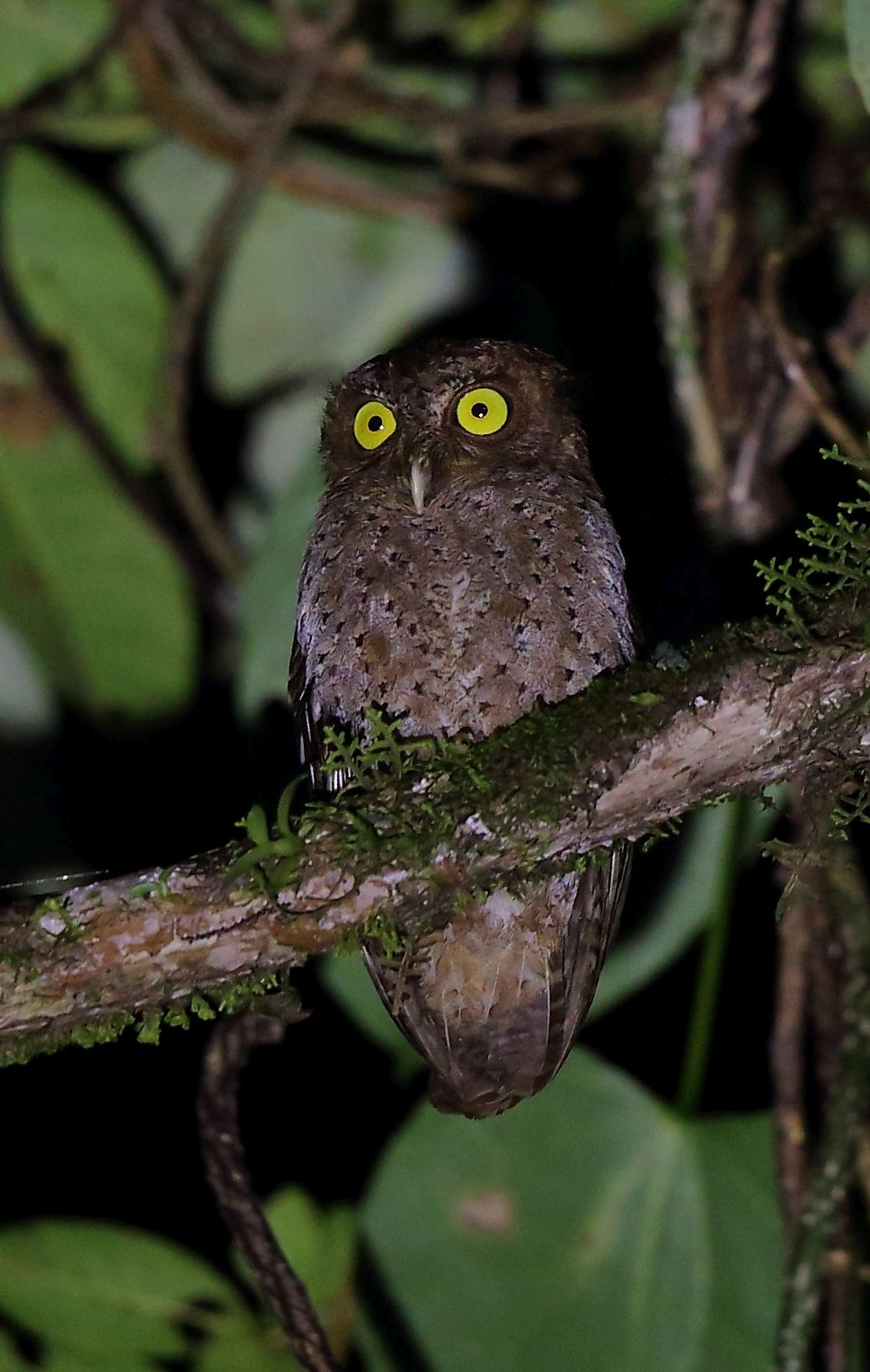